# Nostryfikacja
Ten artykuł należy dopracować:

przedstawiono sytuację tylko z polskiej perspektywy – artykuł powinien być przekrojowy.
Pomóż go poprawić. 
Nostryfikacja (łac. noster – nasz, facere – czynić) – procedura uznawania ważności stopni naukowych, tytułów zawodowych oraz innych dyplomów i świadectw uzyskanych w innych krajach, przeprowadzana przez odpowiednie krajowe jednostki, np. kuratoria oświaty lub rady wydziałów uczelni wyższych, uprawnionych do nadawania analogicznego stopnia naukowego w tym kraju, który „uznaje stopień za własny”.  
W Polsce do nostryfikacji są upoważnione w przypadku:
- świadectw szkolnych i maturalnych – odpowiednie wojewódzkie kuratoria oświaty,
- dyplomów uczelni wyższych – rady jednostek organizacyjnych uczelni, które nadają stopnie doktora w danej dziedzinie nauki i kształcą studentów w obszarze obejmującym odpowiedni kierunek studiów,
- stopni naukowych – rady jednostek organizacyjnych, które nadają stopnie doktora habilitowanego w zakresie odpowiedniej dyscypliny naukowej lub artystycznej.

Nostryfikacja w innych krajach stopni i tytułów uzyskanych w Polsce przebiega według różnych procedur. Na przykład w Wielkiej Brytanii zagraniczne dyplomy oficjalnie porównuje The National Recognition Information Centre for the United Kingdom (UK NARIC), przy czym opinia tej instytucji nie jest w żaden sposób wiążąca. W przypadku zawodów regulowanych, to instytucja regulująca dany zawód w każdym z krajów członkowskich (Anglia, Walia, Irlandia Północna lub Szkocja) na własnych zasadach i według własnych procedur decyduje o uznaniu bądź nieuznaniu kwalifikacji z zagranicy. Za to w przypadku pozostałych zawodów, to sami pracodawcy decydują, czy i jak uznają zagraniczne kwalifikacje. Przy czym w praktyce, zwykle nikt nie podważa opinii UK NARIC. Również szkoły mogą same decydować, jak traktują zagraniczne kwalifikacje, jednak znowu wiele szkół opiera się wyłącznie o opinię z UK NARIC. Niektóre instytucje edukacyjne mają też bezpośredni dostęp do bazy danych UK NARIC i mogą dokonywać szybkiego porównania kwalifikacji na miejscu, bez konieczności wysyłania kopii dokumentów w celu oficjalnego porównania.